# Jarkovského efekt

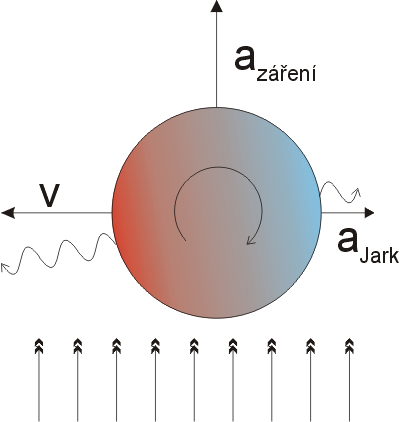
Zpomalení retrográdně rotujícího tělesa v důsledku ohřívání jeho denní strany.
a_{záření} je zrychlení způsobené tlakem záření
a_{Jark} je zrychlení způsobené Jarkovského efektem
v je rychlost tělesa
Těleso je ohříváno zdola a vyzařuje více záření ve směru své rychlosti.

Jarkovského efekt je změna dráhy malého přirozeného tělesa (planetky, jádra komety apod.), pohybujícího se sluneční soustavou, v důsledku zpožděného vyzařování tepelného záření z povrchu tělesa na jeho noční straně, poté, co byl na denní straně povrch zahřát Sluncem. Fotony infračerveného záření fungují stejně jako ve fotonové raketě. Pokud těleso rotuje prográdně (tj. ve stejném smyslu. jako obíhá kolem Slunce), Jarkovského efekt jeho rychlost zvyšuje (tedy velká poloosa dráhy se zvětšuje), při retrográdní rotaci jeho rychlost snižuje (velká poloosa dráhy se zmenšuje).
Teoreticky se tímto efektem zabýval ruský fyzik Ivan Osipovič Jarkovskij. Pozorováním byl poprvé ověřen radiolokačním sledováním planetky (6489) Golevka. Přesná měření dráhy při přiblíženích k Zemi v letech 1991, 1995, 1999 a 2003 ukázala, že jeho poloha se proti ideální dráze bez vlivu Jarkovského efektu posunula o 12 km. Síla Jarkovského efektu, působící na tuto planetku, činila přibližně 0,25 N, což způsobovalo její zrychlení řádově 10−10 m/s². Tato hodnota byla v dobré shodě s teoretickou předpovědí, kterou učinil v roce 2001 tým českých astronomů z Karlovy univerzity, vedený D. Vokrouhlickým.